# اریک وینکل
اریک الکساندر وینکل (به انگلیسی: Eric Alexander Winkel) (با نام اسلامی شعیب)، اسلام‌شناس و ابن عربی پژوه. او بیش از ۳۳ سال بر مطالعه فتوحات مکیه تمرکز کرده است. در طول دوران تصدی خود به عنوان پژوهشگر ارشد در مؤسسه بین‌المللی مطالعات پیشرفته اسلامی (IAIS) در مالزی، او شروع به بررسی ارتباط بین اسلام و علوم مدرن کرد و زمینه را برای ارتباط بین دیدگاه ابن عربی و مسیرهای جدید در فیزیک و ریاضیات فراهم کرد. از آن زمان، او زندگی خود را وقف ترجمه کتاب عظیم فتوحات مکیه به انگلیسی کرده است.

## زندگی‌نامه
وینکل در منهتن، کانزاس، ایالات متحده متولد شد. خانواده وینکل در حدود دوازده سالگی به سوئیس نقل مکان کردند. وینکل برای کلاس‌های هفتم تا یازدهم به مدرسه بین‌المللی ژنو، سوئیس رفت. پس از بازگشت به آمریکا در سال ۱۹۷۹، او به مدت یک سال در برنامه افتخاری دانشجویان سال اول دانشگاه دلاور شرکت کرد و سپس در سال ۱۹۸۲ مدرک لیسانس خود را در رشته ادیان از کالج هاورفورد، پنسیلوانیا دریافت کرد. در سال ۱۹۸۵، مدرک کارشناسی ارشد خود را در رشته مطالعات آسیای جنوبی از دانشگاه پنسیلوانیا، فیلادلفیا دریافت کرد. در سال ۱۹۸۸، متعاقباً دکترای خود را در رشته مطالعات دولتی و بین‌المللی از دانشگاه کارولینای جنوبی اخذ کرد.
آشنایی با ابن عربی از سنین جوانی، زمانی که وینکل کتاب «صوفیان اندلس» اثر رالف آستن را خواند، آغاز شد و در سن ۱۷ سالگی تا جایی که می‌توانست به کاوش در آثار ابن عربی پرداخت. تز دکترای او با عنوان «جایگاه هستی‌شناختی سیاست در اسلام و معرفت‌شناسی احیای اسلامی» بعدها به تک‌نگاری او با عنوان «اسلام و قانون زنده: رویکرد ابن عربی» تبدیل شد.
او از سال ۲۰۱۲ پروژه فتوحات، اولین ترجمه و تفسیر کامل فتوحات مکیه به انگلیسی، با عنوان «گشایش‌های آشکار شده در مکه» را آغاز کرد. فتوحات مکیه اثری عظیم با بیش از ۱۰۰۰۰ صفحه است که توسط استاد صوفی قرن دوازدهم، ابن عربی، نوشته شده است؛ و در حال حاضر (پایان سال ۲۰۲۲) ۴ جلد از ۱۹ جلد برنامه‌ریزی شده ترجمه انگلیسی آن توسط انتشارات پیر پرس در نیویورک منتشر شده است. در طول کووید (۲۰۲۰–۲۰۲۲)، دکتر وینکل جلسات هفتگی در مورد ابن عربی و فتوحات برگزار می‌کرد که ضبط و در یوتیوب منتشر می‌شدند. این مجموعه سخنرانی‌ها را می‌توان در یوتیوب با عنوان «بینش‌هایی از (محی‌الدین) ابن عربی» یافت. بیش از ۱۰۰ ساعت مشارکت عمومی الهام‌بخش انتشار «راهنمای مصور ابن عربی» در سال ۲۰۲۲ شد.